# Mount Hussey
Mount Hussey är ett berg i Antarktis. Det ligger i Östantarktis. Nya Zeeland gör anspråk på området. Toppen på Mount Hussey är 2 790 meter över havet, eller 338 meter över den omgivande terrängen. Bredden vid basen är 1,9 km.
Terrängen runt Mount Hussey är bergig åt sydost, men åt nordväst är den kuperad. Trakten är obefolkad. Det finns inga samhällen i närheten. 